# Antonio Galli da Bibbiena
Antonio Luigi Galli da Bibbiena, též Antonio Galli–Bibiena (1. ledna 1697, Parma, Itálie — 28. ledna 1774, Milán) byl italský pozdně barokní malíř a architekt, příslušník druhé ze tří generací slavné toskánské umělecké rodiny Galliů, který stavěl zejména příležitostnou divadelní architekturu a její kulisy, a maloval iluzivní průhledy na chrámovách klenbách v Itálii i ve střední Evropě. Část jeho uměleckého života je spojena s působením v Rakousku a v Uhrách; téměř čtyři roky ve dvou obdobích (1739–1740 a 1744–1745) strávil ve Vídni a na Slovensku.

## Původ rodiny

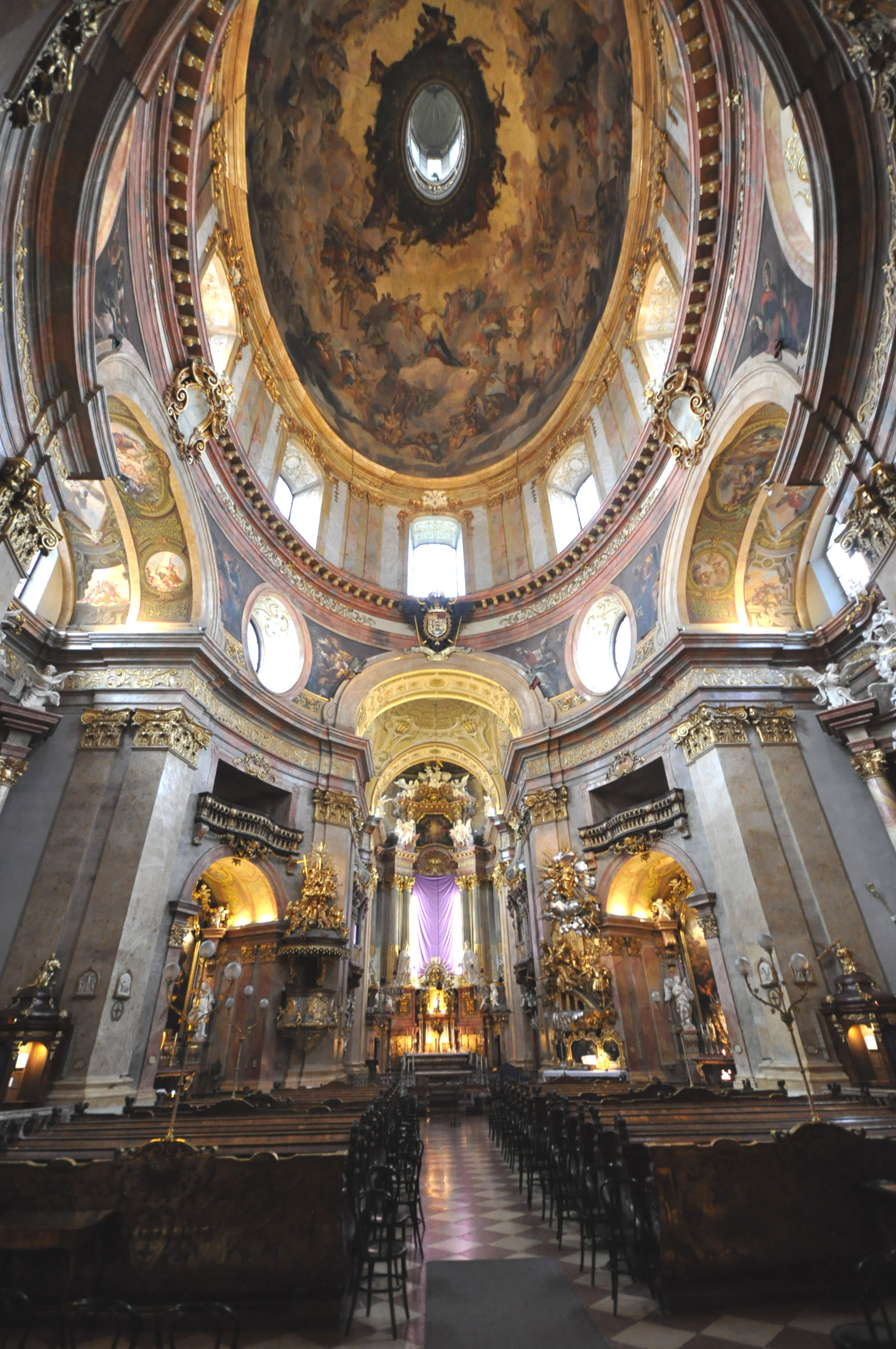
Kupole a hlavní oltář kostela svatého Petra ve Vídni

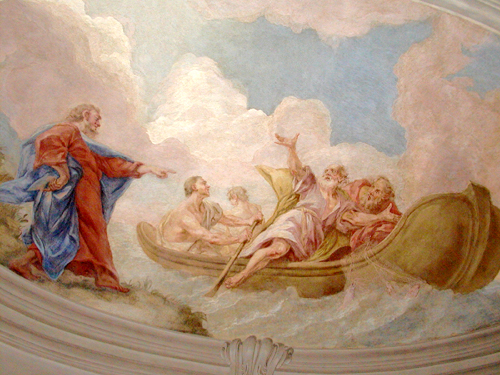
Svatý Petr jako rybář, detail z fresky na empoře Kostela svatého Petra ve Vídni

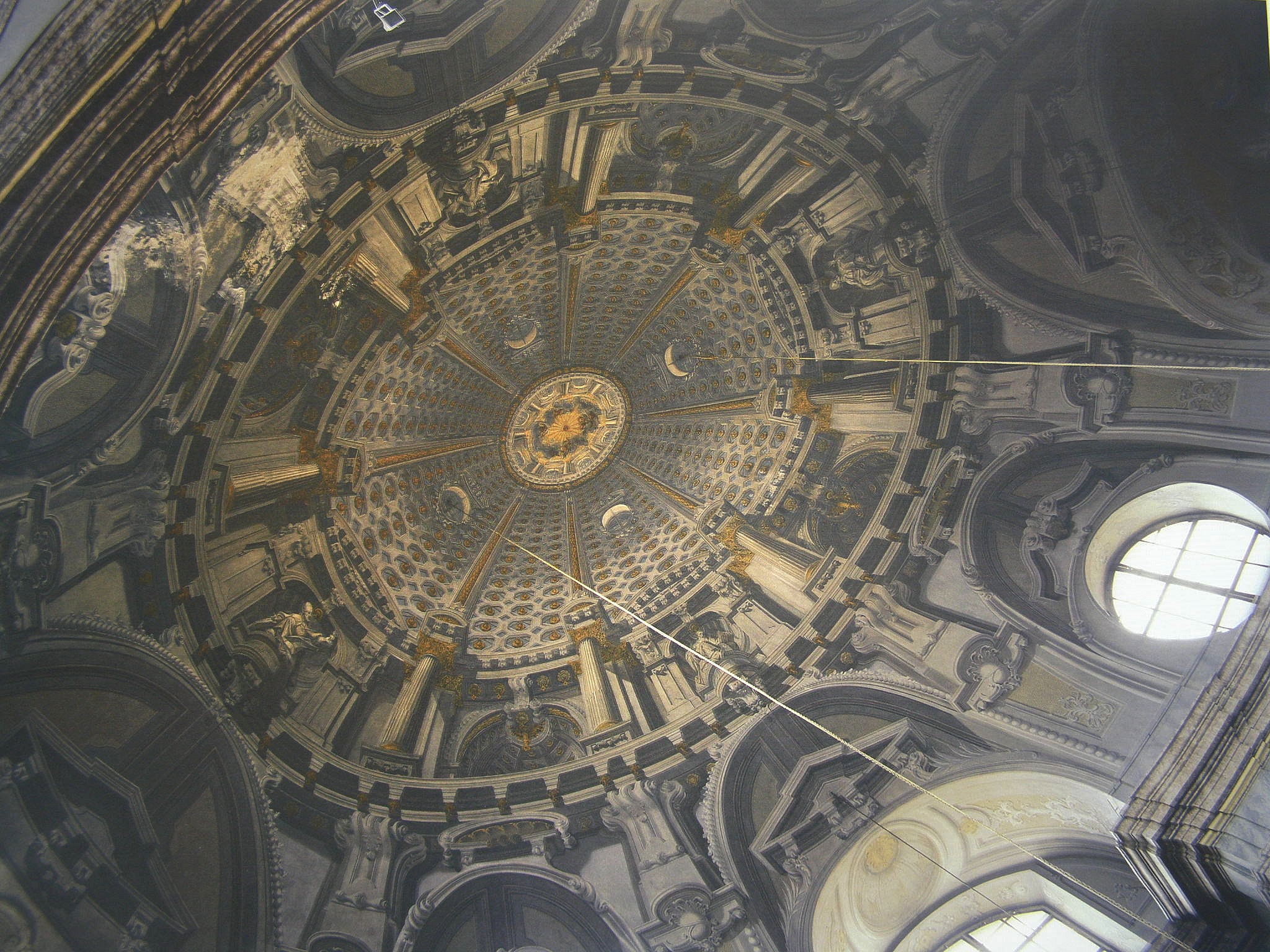
Iluzivní malba v kupoli Kostela svatých Jana z Mathy a Felixe z Valois v Bratislavě, 1744-1745

Slávu uměleckého rodu Galliů, kteří vynikli jako malíři, divadelní architekti a dekoratéři, založil její nejstarší známý příslušník Giovanni Maria Galli da Bibbiena (1625–1665). Podle místa jeho narození, města Bibbiena, ležícího nedaleko hranic Toskánska a regionu Emilia-Romagna, si rodina zvolila svůj predikát. Třináct umělců ve čtyřech generacích působilo v Itálii, Německu, Španělsku, Švédsku, Rakousku, Uhersku, ale i např. v Lisabonu nebo v Petrohradu.
Ze všech členů rodiny měla pro dějiny umění v Rakousku a v Uhrách největší význam tvorba dvou ze čtyř bratří Galliů, a to Giuseppa (1696–1757) a o rok mladšího Antonia, v období jejich služby u vídeňského císařského dvora. Působili jako dvorní divadelní dekoratéři a inženýři divadelních budov. Jejich umělecké působení v Uhrách se spojuje se jménem ostřihomského arcibiskupa a uherského primase Imricha Esterházyho, pro kterého spolu navrhovali kromě Ostřihomi také v Bratislavě příležitostné architektonické scény a kulisy. Významnější uměleckou stopu na Slovensku zanechal mladší z bratrů, Antonio.
Antonio Luigi Galli da Bibbiena se narodil jako třetí ze čtyř synů Ferdinanda Galliho (1656–1743), všestranného umělce, který se proslavil jak teoretickým dílem, tak realizací iluzívních architektur a maleb. V roce 1711 Ferdinand vydal traktát L'architettura civile preparata su la geometria e ridotta alle prospettive, considerazioni pratiche (Občanská architektura vytvořená pomocí geometrie a redukující perspektivu, praktické návrhy), v němž názornou formou vyložil, jak se v malířství a architektuře uplatňují principy perspektivy, jak se konstruuje divadelní budova, kukátkové jeviště a jak se malují divadelní kulisy. Jako proslulý malíř a scénický dekoratér přišel již roku 1712 do Vídně na pozvání císaře Karla VI. a díky úspěšnému působení v hlavním městě císařství ho následovali i dva prostřední synové Giuseppe a Antonio. Nejstarší syn Alessandro (1687–před 1769) se brzy osamostatnil a pracoval jako dvorní architekt falckých kurfiřtů v Mannheimu, nejmladší Giovanni Maria (1739-1769) se usadil v Praze.
Antonio Luigi zúročil po otci zděděné vlohy, jeho výuku i tovaryšskou praxi. Základní umělecké vzdělání získal v Boloni; výtvarné principy dekorativního malířství si zdokonaloval především u otce. Spolu s ním se podílel na obnově divadla Teatro della Fortuna ve městě Fano), Teatro Aliberti v Římě (1720) a Teatro Malvezzi. Jako scénograf se uvedl v Teatro Fornaciari 1721 a v Teatro Vicini v Centu.

### Vídeň
Po příjezdu do Vídně v novém prostředí poměrně rychle zdomácněl. V letech 1723 až 1747 pracoval pro dvůr císaře Karla VI. ve funkci "císařského prvního divadelního inženýra". Dále vyzdobil například vídeňský Questenberský palác. Z Vídně podnikal kratší "umělecké výjezdy" do okolí. V období let 1726–1727 např. působil v Uhersku, kde se podílel na výzdobě Baziliky svatého Michala ve Veszprému. V roce 1727 se vrátil zpět do Vídně, kde v letech 1747-1750 získal titul dvorního architekta.

### Slovensko
Začátkem 30. let 18. století se zúčastnil první samostatné výzdoby chrámového interiéru v novostavbě vídeňského trinitářského Kostela svatého Petra. Bibbienovo řešení presbytáře s hlavním oltářem a iluzivní malbou na klenbě zaujalo tehdejšího uherského primase Imricha Esterházyho, ostřihomského arcibiskupa sídlícího v Bratislavě. Pro kardinála a významného mecenáše umělců (mj. do Bratislavy pozval sochaře Georga Rafaela Donnera) začal Bibbiena pracovat v roce 1739 na výmalbě interiéru kaple Trnavské Panny Marie, kterou dal Imrich Esterházy přistavět k trnavskému farnímu kostelu svatého Mikuláše. Následovaly práce v kapli bývalého pálffyovského zámečku v Kráľové u Sence v roce 1740. Ještě v témže roce ho arcibiskup Imrich Esterházy pověřil výmalbou interiéru domácí kaple Neposkvrněného početí Panny Marie v arcibiskupském letním paláci. Zdejší práce Bibbiena realizoval s pomocníkem, jímž byl Joseph Bernhard Krinner (kolem 1720–1770).
Bibbienovým nejvýznamnějším dílem na Slovensku jsou iluzívní malby na klenbách bratislavského trinitářského kostela, realizované v letech 1744–1745. O Bibbienově mistrovství svědčí fresky s dokonale perspektivně malovanými fiktivními architektonickými články (volutové konzoly, římsy, sloupy, pilastry a edikuly se sochami), jejichž odstupnění iluzivně zvyšuje poměrně nízké klenby. Poslední zakázku v bratislavském dómu Antonio realizoval v roce 1740. Byl to smuteční památník císaře Karla VI. Castrum doloris s katafalkem ve věži, opět příležitostná architektura, ale o její trvanlivosti svědčí zpráva, že se dochovala až do korunovace císařovny Marie Terezie, teprve roku 1743 za ni Antonio dostal zaplaceno. Rodina 1. února 1745 se Antonio v dómu svatého Martina v Bratislavě oženil s Eleonorou, dcerou svého spolupracovníka, císařského dvorního štukatéra Santina Bussiho. V červnu 1746 se mu zde narodil první syn Giovanni.

## Návrat do Itálie

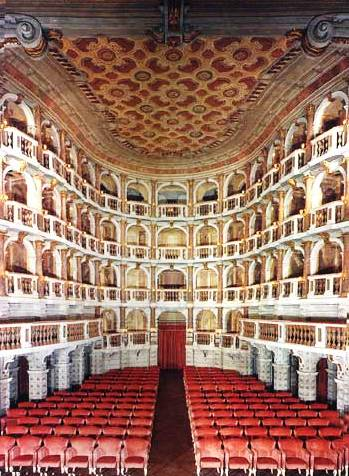
Teatro Bibbiena v Mantově, hlediště

V polovině 18. století, po prvním desetiletí vlády Marie Terezie, byli italští umělci postupně z vídeňského dvora vytlačováni a nahrazování francouzskými malíři, jež zval především nový římskoněmecký císař František I. Štěpán Lotrinský. Pravděpodobně proto se Antonio Galli da Bibbiena vrátil v roce 1751 do Itálie, kde realizoval svá stěžejní díla včetně monumentálních budov divadel a kostelů, byl umělecky velmi aktivní až do své smrti v lednu 1774. K jeho čelným stavbám patří Divadlo v Palazzo della Signoria v Sieně (1851), kostel San Agostino v Sieně, Kostel sv. Antonína opata (Sabbioneta u Mantovy), průčelí kostela San Barnaba, Teatro Manzoni v Pistoji, Florencie, Teatro communale v Boloni, Milán, Forli, Parma.
Teatro Bibbiena, zvané také Teatro Scientifico, při Palazzo dell’Accademia Virginale v Mantově bývá považováno za nejvýznamnější z Antoniových četných divadelních budov. Originální řešení interiéru se vyznačuje množstvím luxusních loží ve třech patrech, velmi členitým prostorem a neobvyklým prostorem lóží, které jsou ve tvaru písmene "U" vysunuty na jeviště a za něj.

## Charakteristika díla
Zásadním pojetím jeho tvorby je celostní řešení architektury, tzv. Gesamtkunstwerk, tj. vytořit monumentální stavbu s iluzivně perspektivně zkrácenými či zúženými články a její rovné ploch a přímé úseky ihned prolomit iluzívní malbou. Podstatnou složku představuje v ploše uplatněná iluzivní malba architektury. Navazuje tak na předchozí generaci malířů raného římského baroka, především malíř a teoretika iluzivní architektury Andreu Pozza, jehož díla studoval v Římě i ve Vídni. Odlišuje se od rakouských malířů iluzivních kompozic, např. svého současníka Paula Trogera (1698–1762), mladšího Franze Antona Maulbertsche (1724–1796) a Jana Lukáše Krackera, kteří výrazně potlačovali architektonické prvky svých kupolových dekorací. V jejich podání je architektonická kulisa pouze rámcem pro oblačný vzdušný prostor, v němž se pohybuje či vzlétá množství postav.

## Galerie

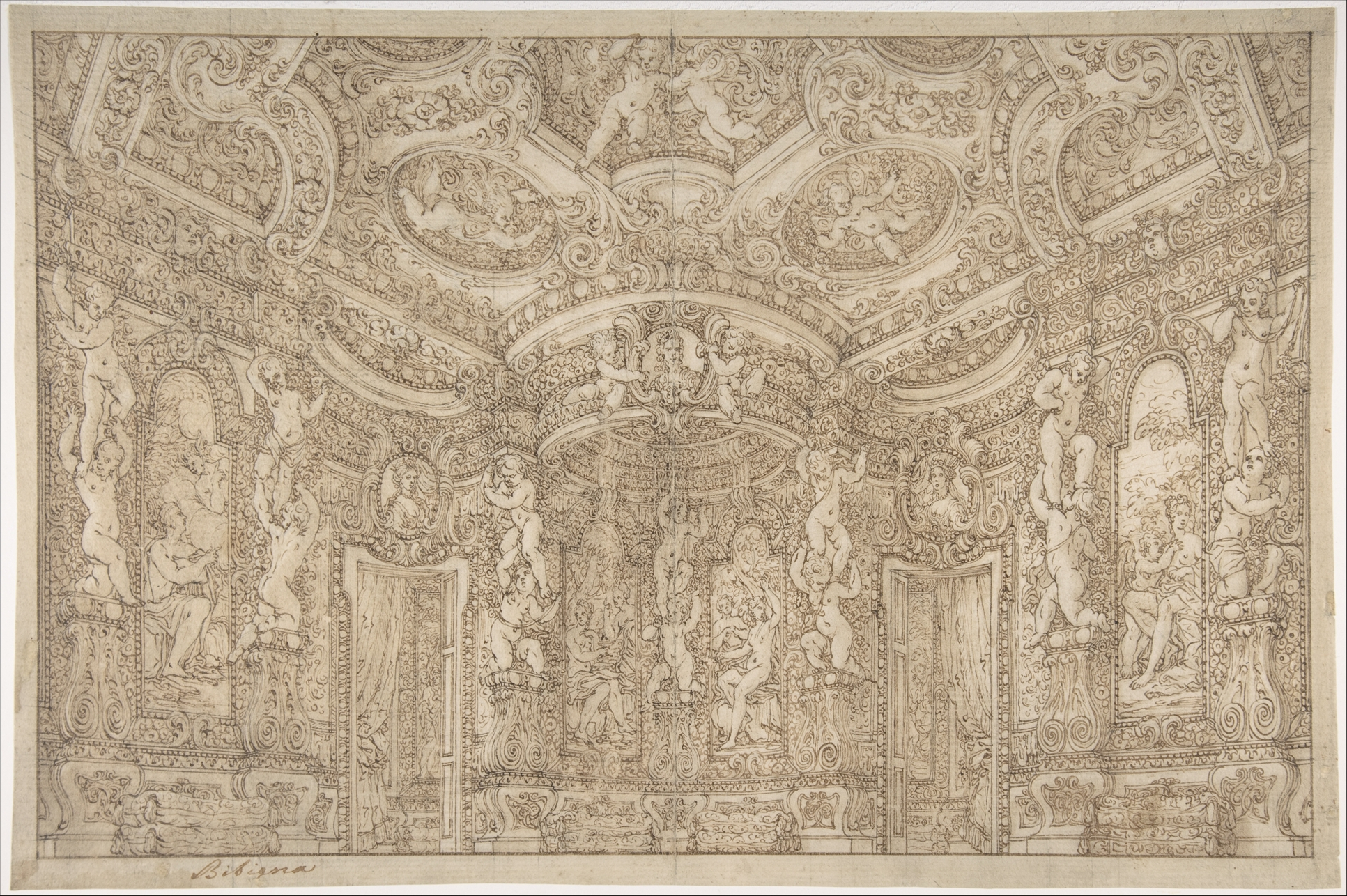
Návrh výzdoby interiéru paláce
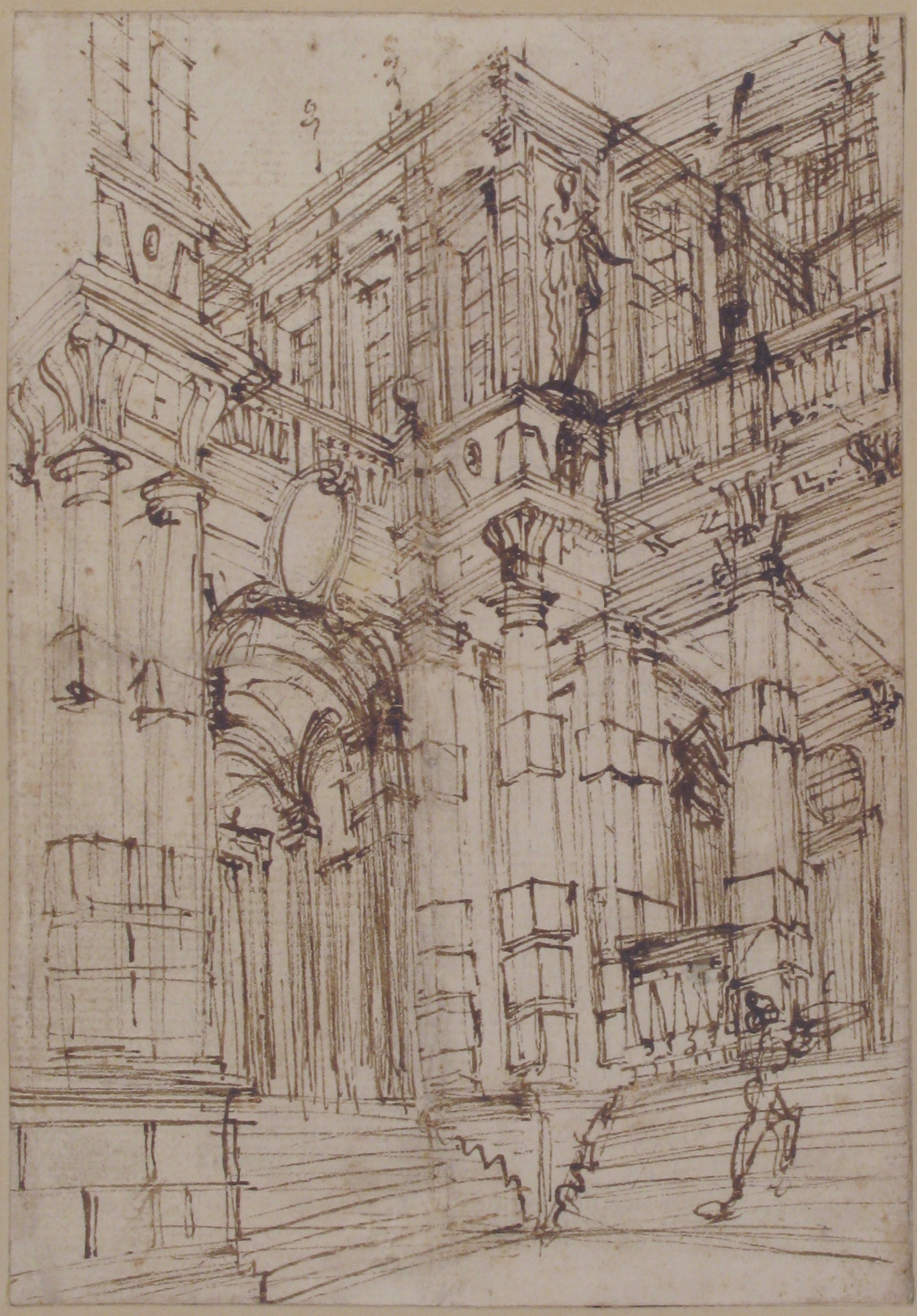
Návrh na palác, kresba
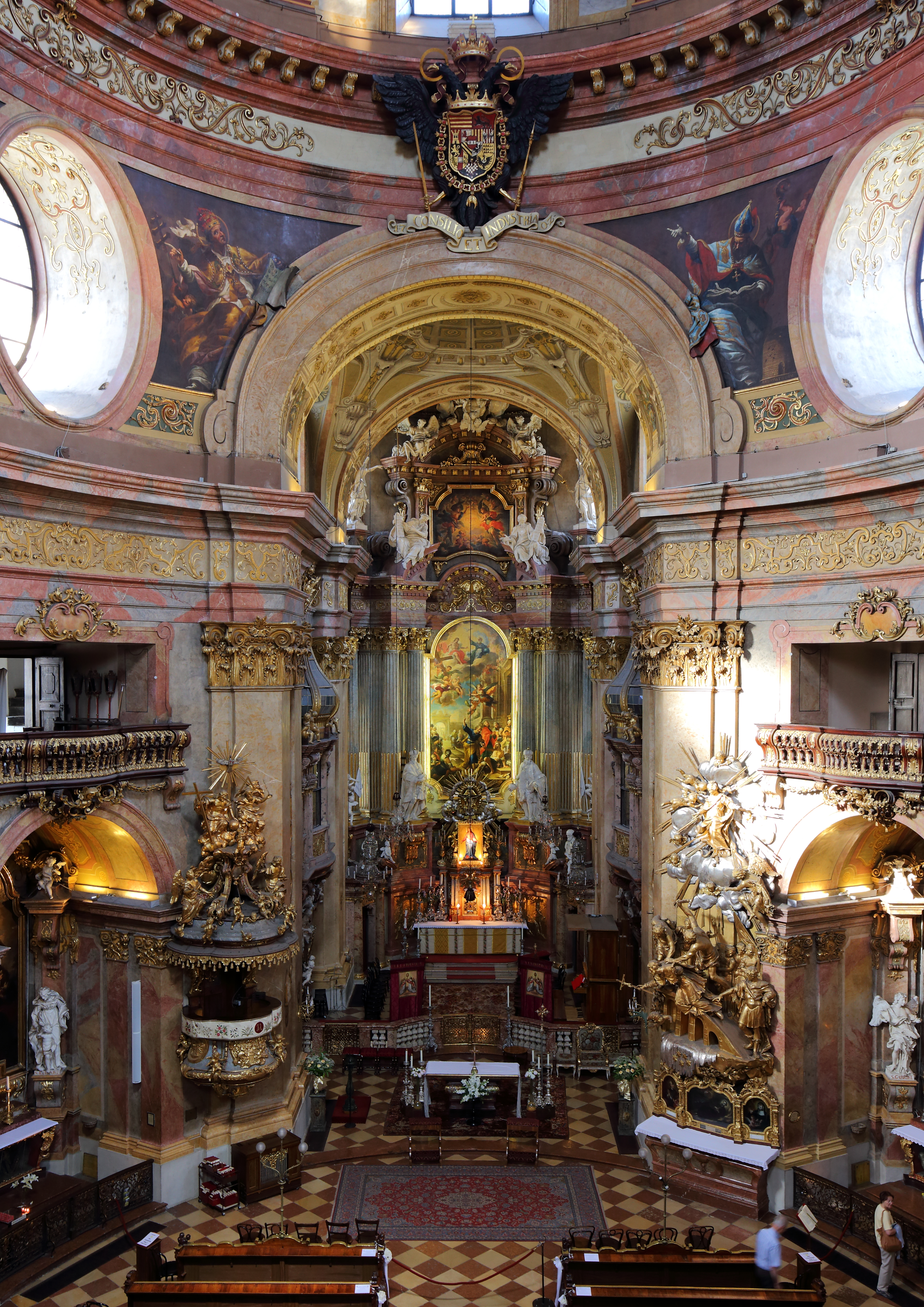
Hlavní oltář kostela sv. Petra, Vídeň (1730-1732)
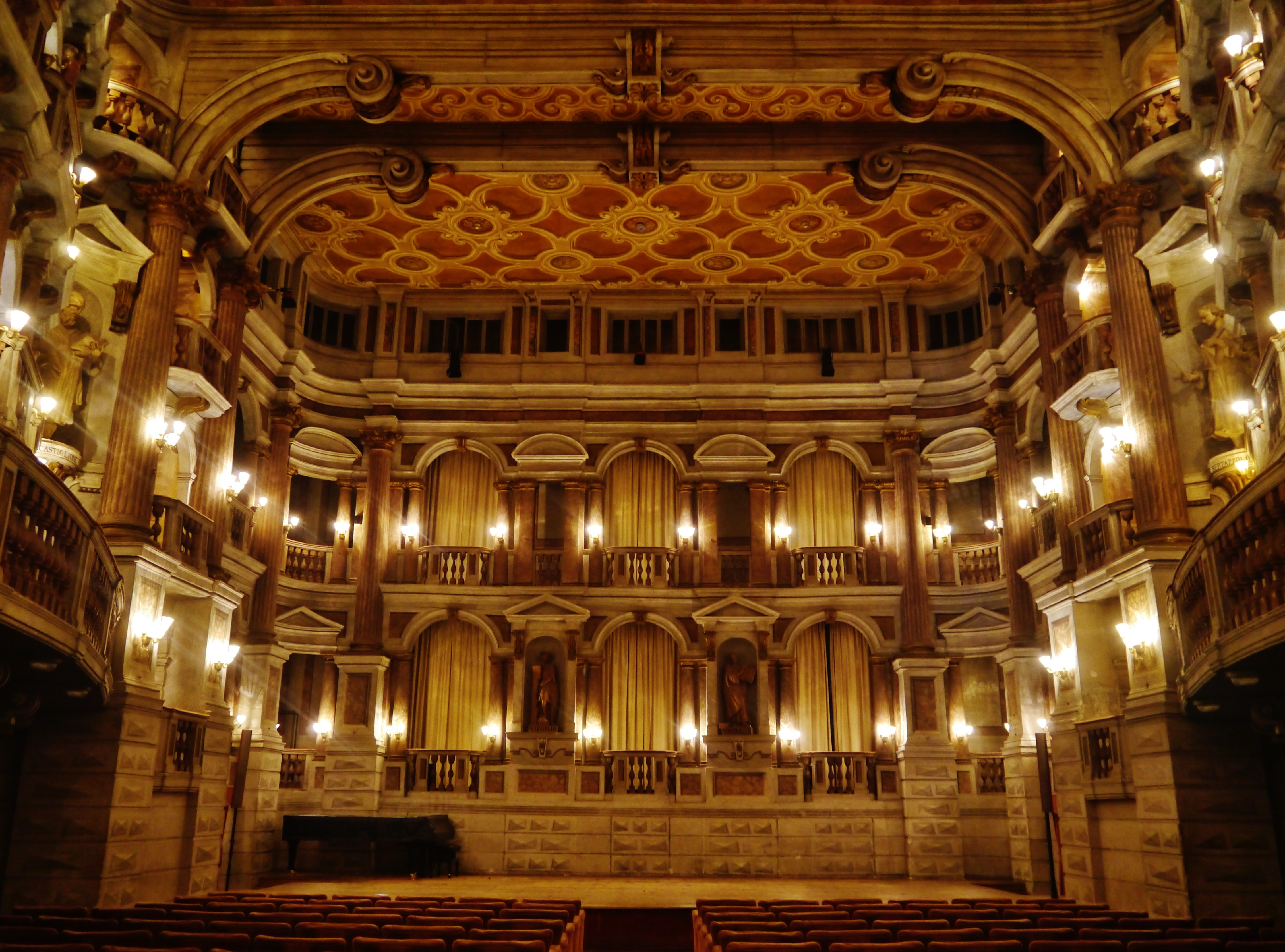
Teatro Bibbiena v Mantově, lóže na jevišti
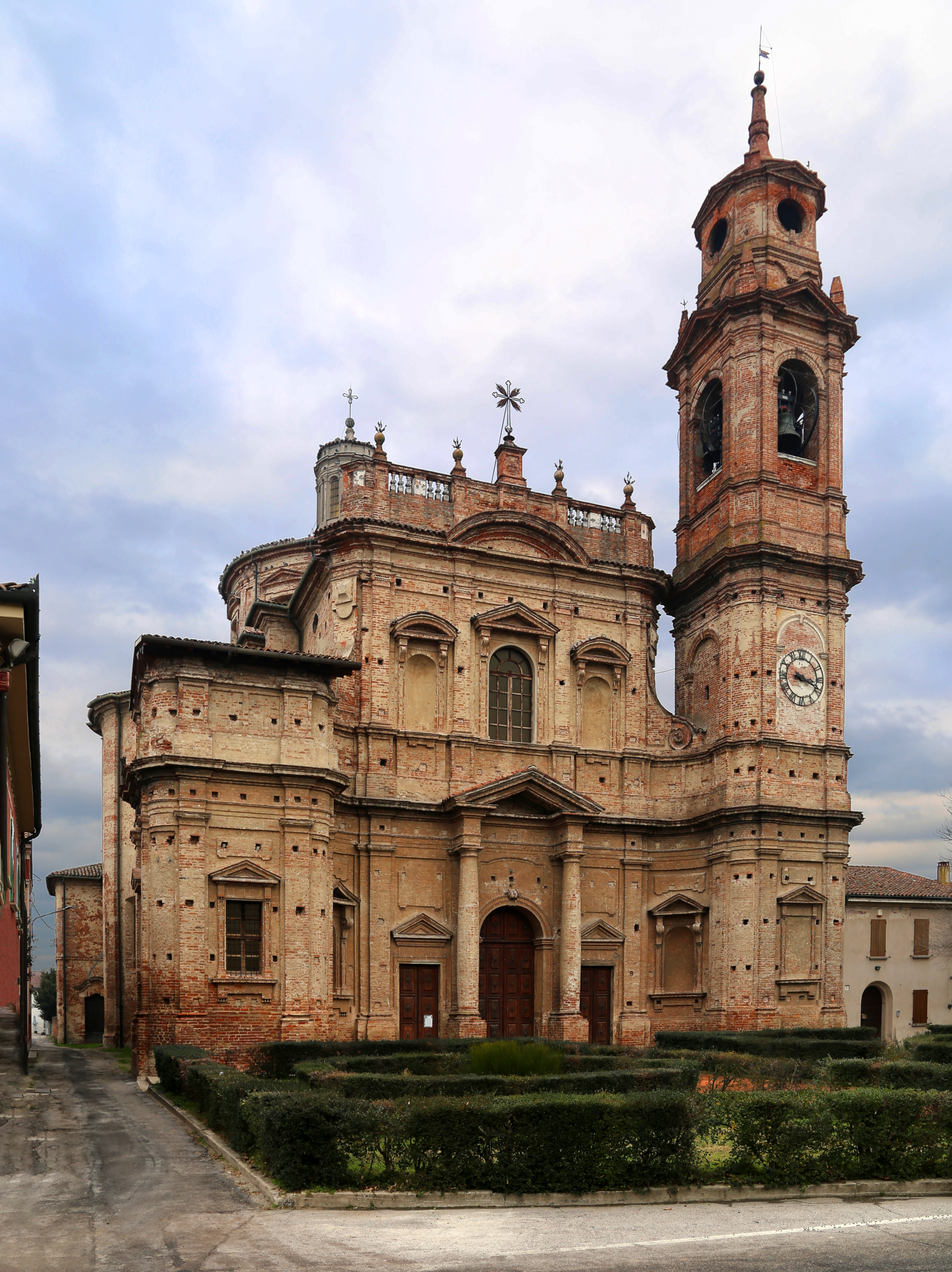
Kostel sv. Antonína opata, Sabbioneta